# Sphenopholis pallens
Sphenopholis pallens là một loài thực vật có hoa trong họ Hòa thảo. Loài này được (Biehler) Scribn. miêu tả khoa học đầu tiên năm 1906.